# 再臨運動

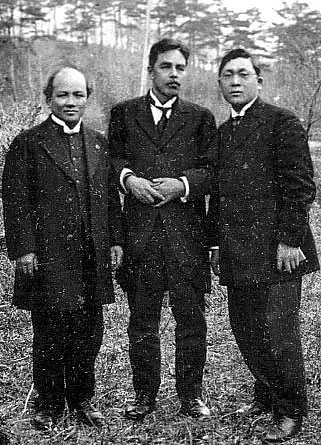
再臨運動の中心人物中田重治、内村鑑三、木村清松（1918年頃）

再臨運動（さいりんうんどう）は、大正時代の日本で、1917年から一年半にわたって続いた、福音派を中心にしたプロテスタントの超教派の運動である。

## 背景

### 内村鑑三

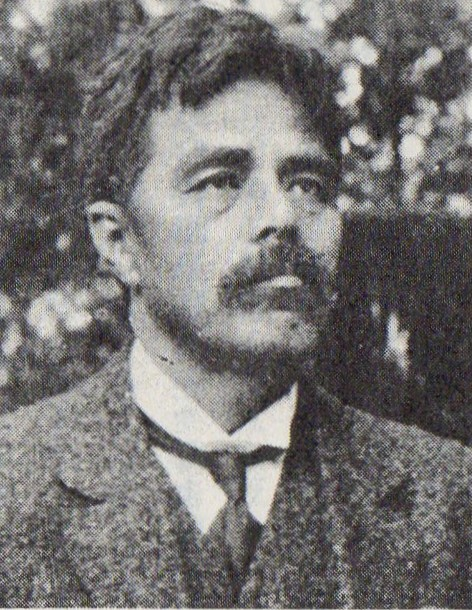
再臨運動時代の内村鑑三

無教会派の内村鑑三は、1912年（明治45年）1月に娘ルツ子死去したことをきっかけに、1918年（大正7年）頃から再臨を確信するようになった。

### 中田重治
中田重治の設立した日本ホーリネス教会も、当初から四重の福音を一つの柱として再臨を強調していた。1917年（大正6年）末、中田はアメリカのディスペンセーション主義のクリスチャン・シオニストの指導者ウィリアム・ユージン・ブラックストンの著書『耶蘇は来る』を翻訳出版した。1918年（大正7年）に、中田は日本ホーリネス教会の新年聖会において再臨問題について連続講演をして、その重要性を強調した。

### 協力者
中田と内村は同じ柏木に住んでいたがそれまで交流はなかった。しかし、柏木であった火事をきっかけに知り合った。内村と中田は互いに再臨信仰への使命も持っていることを知ると、急速に接近して協力するようになった。
さらに、組合教会の巡回伝道者の木村清松と武本喜代蔵、アメリカ留学から帰国したばかりの平出慶一が加わり、超教派の運動として、再臨運動が始まった。

## 運動

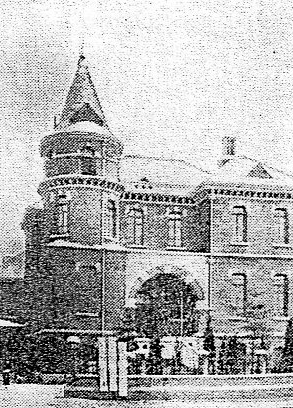
会場になった東京キリスト教青年会会館

1918年1月6日、内村鑑三、木村清松、中田重治は神田YMCA講堂で「聖書の予言的研究講演会」を開催した。内村鑑三は「聖書研究者の立場より見たる基督の再来」と題して、どのようにして自分が再臨を信じるようになったを語った。この講演会は2月10日、3月3日と続けられ、1200名余の聴衆が参加した。
3月10日には大阪と京都で講演会が行われ、三月末には再び神田YMCAで1500名余の聴衆が参加して「復活と再臨」という題で講演が行われた。4月には第一日曜日より、五月第二日曜まで六週間、毎週日曜日神田バプテスト中央会館で、バプテスト派、柏木聖書学院などの各派合同で再臨問題研究講演会を開いた。日本ホーリネス教会の車田秋次、中田重治、無教会派の坂田祐などが講演を行った。
6月になると、三崎町のバプテスト中央会館でバプテスト宣教師ウィリアム・アキスリングと講演会を開いた。

## 反対運動
これらの、運動に対して、海老名弾正、今井三郎、杉浦貞二郎、三並良、富永徳磨らは「神学論評」「基督教世界」などの雑誌により反対論を掲げた。

## 運動の終結

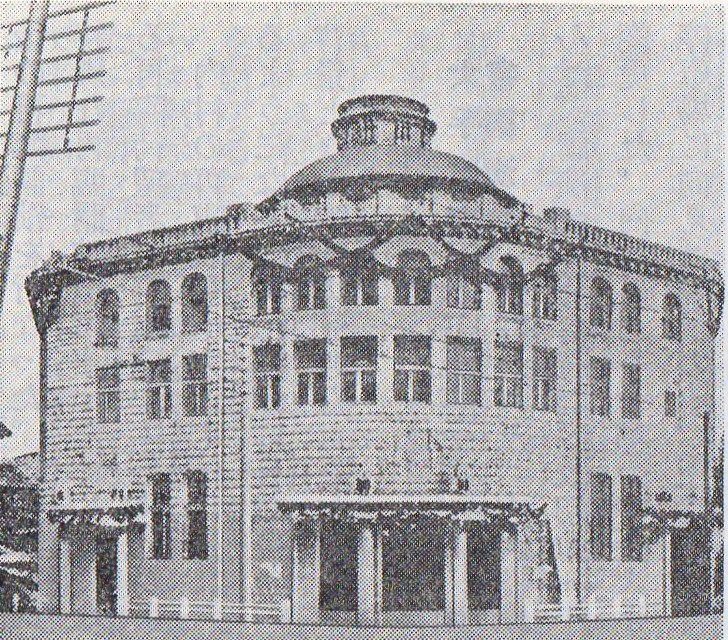
大日本私立衛生会の講堂

1918年（大正7年）10月11日から三日間岡県会議事堂で再臨講演会が開かれた。その後、11月8日から三日間神田YMCAで基督蔡倫研究東京大会を、宣教師数名とともに各派合同で開催した。
1919年（大正8年）1月17日から三日間内村鑑三は大阪中之島公会堂の再臨研究関西大会に出席した。1月19日には2300人の聴衆を前に「伝道と基督の再臨」と題して、最後の再臨講演を行った。以降内村鑑三は熱狂的な運動から身を引いた。しかし、終生再臨信仰を保ち、YMCAでの聖書講演会では再臨問題を度々述べた。
一方、日本ホーリネス教会では、この運動がきっかけになり、淀橋教会でホーリネス・リバイバルが起きることになった。
この時期にキリストの再臨運動が強調されたのは、第一次世界大戦を通して、西欧文明の破綻が明らかになり、科学の進歩や合理主義について深刻な反省が生まれてきたことである。
この運動をきっかけに、各地の教会に熱烈な信仰復興が起こり、キリスト教界に大きな影響を与えた。